# 네오타미아스속
네오타미아스속(Neotamias)는 다람쥐과 마멋족에 속하는 설치류 속이다. 23종을 포함하고 있으며, 주로 북아메리카 서부 지역에서 발견된다. 시베리아다람쥐속(Eutamias)와 함께 다람쥐속(Tamias)에 속하는 아속의 하나로 간주하기도 한다.

## 하위 종
- 고산다람쥐 (N. alpinus)
- 노랑소나무다람쥐 (N. amoenus)
- 불러다람쥐 (N. bulleri)
- 회색발다람쥐 (N. canipes)
- 회색목도리다람쥐 (N. cinereicollis)
- 절벽다람쥐 (N. dorsalis)
- 두랑고다람쥐 (N. durangae)
- 메리엄다람쥐 (N. merriami)
- 꼬마다람쥐 (N. minimus)
- 캘리포니아다람쥐 (N. obscurus)
- 노랑뺨다람쥐 (N. ochrogenys)
- 팔머다람쥐 (N. palmeri)
- 파나민트다람쥐 (N. panamintinus)
- 긴귀다람쥐 (N. quadrimaculatus)
- 콜로라도다람쥐 (N. quadrivittatus)
- 붉은꼬리다람쥐 (N. ruficaudus)
- 호피다람쥐 (N. rufus)
- 알렌다람쥐 (N. senex)
- 시스키유다람쥐 (N. siskiyou)
- 서노마다람쥐 (N. sonomae)
- 로지풀다람쥐 (N. speciosus)
- 타운센드다람쥐 (N. townsendii)
- 유인타다람쥐 (N. umbrinus)